# マリア・フォン・ハーナウ＝ホロヴィッツ

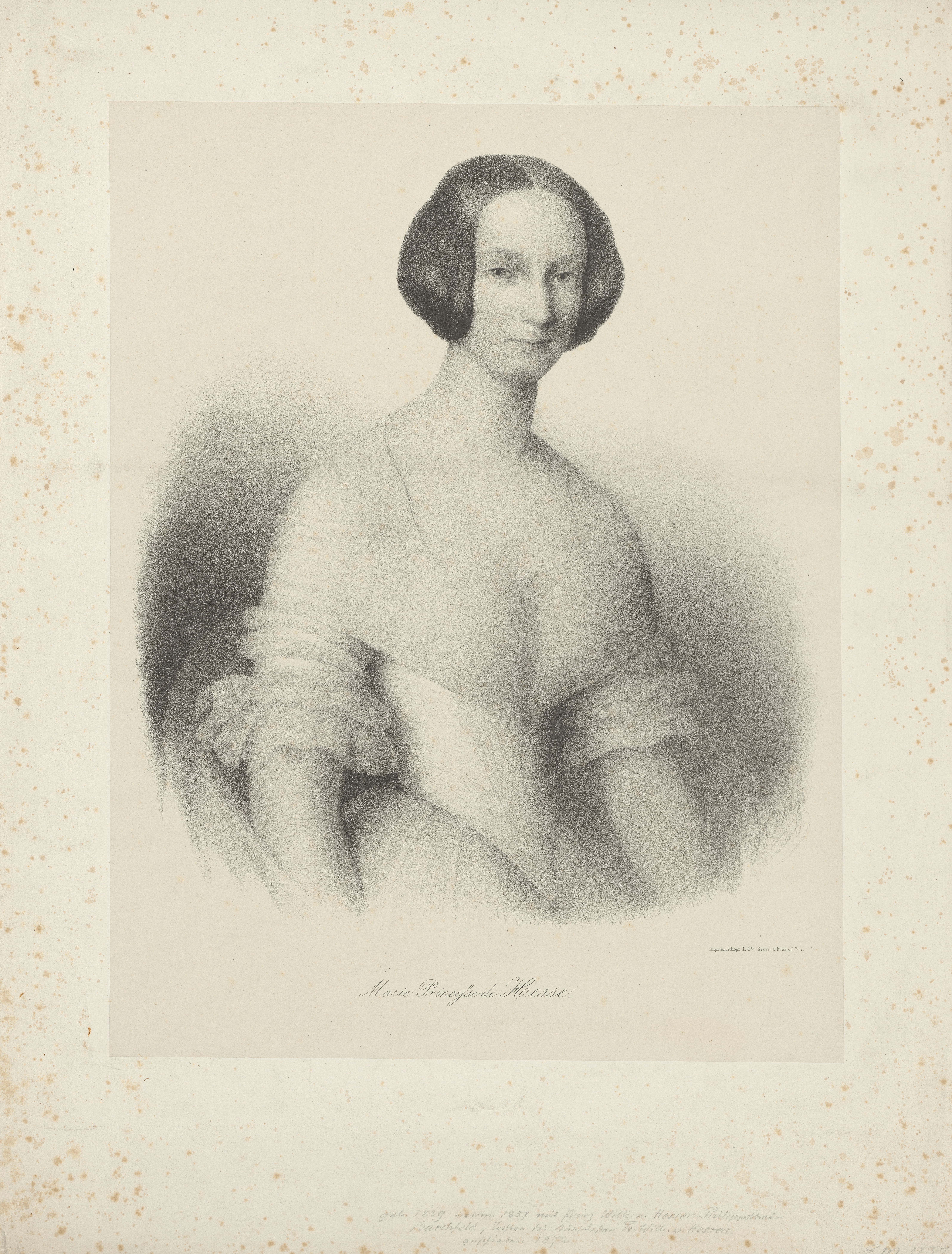
「ヘッセン公女」と表記されたマリアのリトグラフ、1850年代

マリア・アウグステ・フォン・ハーナウ・ウント・ツー・ホロヴィッツ（Maria Auguste Prinzessin von Hanau und zu Hořowitz, 1839年8月22日 ヴィルヘルムスヘーエ城 - 1917年3月26日 ボン）は、最後のヘッセン選帝侯フリードリヒ・ヴィルヘルム1世の三女。

## 生涯
選帝侯とその身分違いの妻ゲルトルーデ・レーマンの間の第6子、三女として生まれた。兄弟姉妹は1853年に母が授けられたハーナウ侯夫人の爵位に基づく、ハーナウ侯子・侯女の身分を有していた。マリアは最初、アウグステンブルク公世子フリードリヒに求婚されたが承諾しなかった。
1857年12月27日にカッセルにおいて、分家筋のヘッセン＝フィリップスタール＝バルヒフェルト方伯カールの次男ヴィルヘルム公子と結婚した。この縁組は、平民出身の母を持つために血統上劣位に位置付けられている選帝侯の子女たちの、ヘッセン家の一族中における地位を少しでも改善する目的で成立したものだった。この目論見は失敗だった。ヘッセン＝ダルムシュタット家の大公ルートヴィヒ3世は、1858年に誕生したマリアの長男をヘッセン家の公子として認めるのを拒否した。にもかかわらず、夫婦の5人の子供たちは皆父方の家名と称号を名乗った。2人は1872年3月18日に離婚し、マリアは2人の娘を連れてヴィースバーデンに居を移した。
マリアが離婚後も「ヘッセン公女（Prinzessin von Hessen）」の称号を名乗り続けることに対し、父選帝侯の法定推定相続人だったヘッセン＝ルンペンハイム方伯フリードリヒ・ヴィルヘルムが異議を唱えた。両者の間ではこの称号問題をめぐり法廷闘争が行われたが、判決はマリアに不利な結果となり、彼女がヘッセン公女を名乗る資格は否定された。マリアはドイツ皇帝ヴィルヘルム1世に嘆願し、皇帝から新たに家名と称号を賜ることとなった。ベルリン宮廷はマリアに旧ナッサウ家領の城郭の一覧リストを送りつけた。おそらく、書類を作成した宮内省の役人がヘッセンとナッサウを取り違えたものと思われる（両地方は1868年よりプロイセン王国領ヘッセン＝ナッサウ州として単一の地方行政体に統合されていた）。マリアはリストの中から「アルデック（Ardeck）」という家名を選んだ。アルデック城はホルツハイム（現在のラインラント＝プファルツ州ライン＝ラーン郡）郊外に建つ城址であった。1876年7月28日以降、マリアとその5人の子供たちはアルデック侯子・侯女（Prinz/Prinzessin von Ardeck）の称号で呼ばれることとなった。
マリアはその後ボンに転居し、1917年に亡くなった。孫娘の1人、リッペ侯女マリー・アーデルハイトは、ナチ党支持者・ホロコースト否認論者の著述家として活動した。

## 子女
夫ヴィルヘルムとの間に2男3女をもうけた。離婚後、彼女と子供たちはヘッセン公子・公女の称号を名乗ることを許されなくなり、アルデック侯子・侯女の家名と称号を授けられた。
- フリードリヒ・ヴィルヘルム（1858年 - 1902年） - 1890年、アン・ホリングスワース＝プライスと結婚
- カール・ヴィルヘルム（1861年 - 1938年） - 1891年、アンネ・エリーゼ・シュトレーローと結婚
- ゾフィー・アウグステ・エリーザベト（1864年 - 1919年） - 1886年、イーゼンブルク＝ビューディンゲン＝フィリップスアイヒ伯家家長フェルディナントと結婚
- アリーツェ（1867年 - 1868年）
- カロリーネ・ルイーゼ（1868年 - 1959年） - 1889年、リッペ侯子ルドルフと結婚